# 해군 (ONE PIECE)
해군 (海軍, Marine)은 만화 「ONE PIECE」에 등장하는 가상의 군대이다.

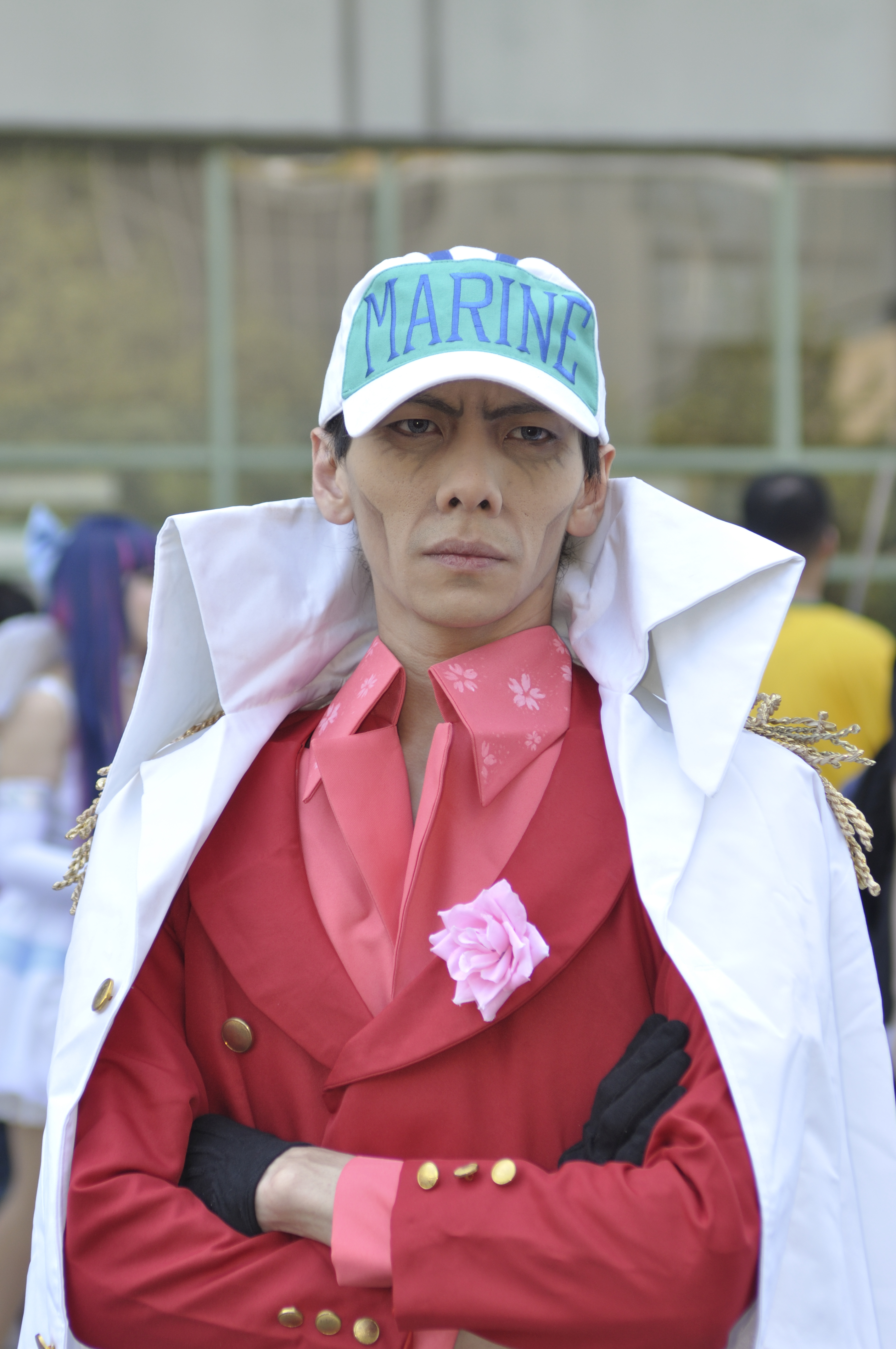

## 개요
세계정부 직속의 해상 치안 유지 조직. 그 중에서도 해군 본부는 '위대한 항로(그랜드 라인)' 3대 세력 중 하나이다. 주요 임무는 해적을 비롯한 범죄자에 대한 경찰행위이다. 심볼은 「M」의 문자를 도안화한 갈매기 마크이다.
'악마의 열매'의 능력자와 패기 사용을 포함한 일기당천의 거칠고 강한자들이 많이 소속되어, 대량의중화기를 탑재한 군함을 다수 보유하는 등, 매우 강대한 전력을 거느리고 있다. '절대적 정의'라는 이름으로 해적 등 악당으로부터 민중을 지키는 것을 사명으로 한다. 그러나 자신이 믿는 '정의'에 너무 파묻힌 나머지 인명을 돌아보지 않고 민중의 뜻에 반하는 냉혹하고 비정한 행동을 고수하는 자(예: 사카즈키)나 자신의 이익만을 목적으로 비도덕한 행위를 하는 자(예: 모건, 네즈미), 해적 수준으로 거친 사람 (예: G-5의 해병들)도 있다. 해군 본부의 군함은 뱃바닥에 해루석이 깔려 있어 해왕류를 속일 수 있다. 이 때문에 비교적 안전하게 '캄벨트'를 항해하는 것이 가능하며 '위대한 항로'와 4개의 바다를 자유롭게 왕래할 수 있다.

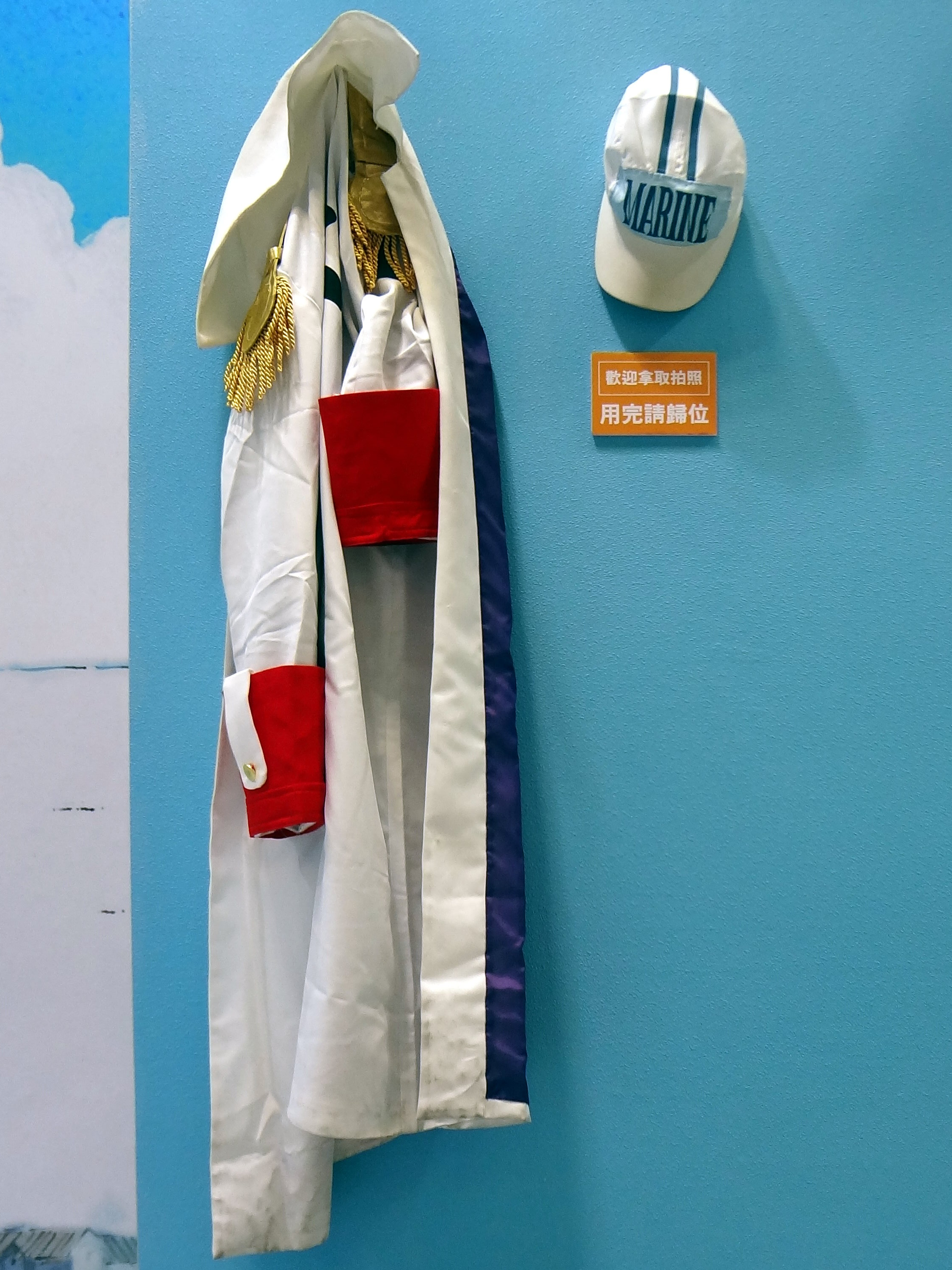
해군 모자와 코트

계급은 위에서 부터, 원수(해군 톱), 대장(총독), 중장, 소장, 준장, 대령, 중령, 소령, 대위, 중위, 소위, 준위, 조장(상사), 군조(중사), 오장(하사), 일등병, 이등병, 삼등병(신병), 잡용 순이다. 소위 이상은 「해군 장교」라고 불리며, 등에 「정의」라고 적힌 흰 코트의 착용이 인정된다. 대부분의 장교는, 이 코트를 팔을 입지 않고 어깨에 걸치는 겉옷 형태로 착용하고 있다. 일등병 이하는 제복·제모의 착용이 의무화되어 있어, 오장 이상이 되면 사복이 인정된다. 사관 이상의 사람은 슈트를 착용하는 경우가 많다. 거수 경례 때에는 손바닥을 뒤로 향한다. 각 해병에게는 「M・C」(마린 코드)라고 불리는 인식 번호 가 할당되어 있다. 통신시에는 「G-1」등 소속을 나타내는 코드를 더해서 자칭하는 경우도 있다.

### 본부와 지부
해군 본부
「위대한 항로」를 관할하는 해군 조직. 전세계 정의의 전력의 최고봉.
본부 기지는 '위대한 항로'의 전반에 있는 섬 '마린포드'에 있었다. 그러나 정상전쟁 후 2년 동안 신원수 사카즈키의 의향에 따라 G-1 지부와 바뀌는 형태로 신세계로 이전했다.
뉴 마린포드
신세계편의 해군 본부 기지. 신세계 · 「레드라인」 부근에 존재한다.
원래는 G-1 지부였지만, 신원수가 된 사카즈키의 의향으로 마린포드와 본부의 장소가 바뀐다. 중앙에는 마린포드와 마찬가지로 일본 건축 건물이 우뚝 서 있고, 그 주위에는 대량의 포대가 존재한다. 요새의 좌우에는 갈매기의 날개를 본뜬 거대한 건조물도 존재한다. 섬에서는 샤봉디 제도와 마찬가지로 비누거품 이 발생하고 있다.
해군지부
세계 각지 5개의 바다에 흩어져 있는 지부. 대령 이상의 지위 인물에 의해 관할된다.
위대한 항로의 지부는 본부의 해병이 관할하고 있다. 지부명은 「해군 G・L(그랜드 라인) 제○지부」, 통칭 「G-○」가 된다.
동서남북의 바다지부에 소속된 해병계급은 본부보다 3랭크 정도 내려간다. (예: 지부대령은 본부대위에 상당한다.)
마린포드
「위대한 항로」 전반에 있는 초승달형의 섬. 구 해군 본부. 신세계편에서는 해군 G-1 지부의 소재지.
「레드라인」과 샤본디 제도 근처에 위치하고 있다. 주로 해병들의 가족이 사는 큰 마을이나 일본풍의 건축물, 정원이 있다. 연안 일대에는 ''오리스 광장'이 있으며 그 중앙 후방에는 처형대가 설치되어 있다. 중앙에 부딪히는 석벽에는 크게 '해군'(신세계편에서는 'G-1')이라고 적혀 있다. 정면에 「정의의 문」이 있어, 문이 열렸을 때에 태어난 타라이 해류에 의해 에니에스・로비, 임펠 다운과 연결되어 있다. 광장의 서쪽 끝에는 전설의 군함 '옥스 로이즈호'에 붙어 있던 신성한 종 '옥스벨'이 있다.
24년 전, 금사자의 시키가 로저 처형을 저지하기 위해서 습격해, 센고쿠와 가프 둘이 격돌했다. 그 전투에 의해, 마린포드의 마을은 반 파괴됐다.
마린포드 정상전쟁에서는 격렬한 사투 끝에 승리를 거두었지만 마린포드 마을과 본부 요새는 큰 피해를 입었다. 그 후 2년 동안 신세계의 G-1 지부와 본부의 장소가 바뀌었다.

## 인물

### 해군 본부

#### 원수
모든 병사를 총괄하는 해군 총대장. 「버스터 콜」의 발령권을 가진다.
마린포드 정상전쟁 종결 후, 그동안 원수를 맡아 온 센고쿠가 퇴임. 차기 원수의 후보로 센고쿠가 추천한 쿠잔과 정부 상층부로부터 지지를 받는 사카즈키가 유력해진다. 대립한 두 사람은 펑크해저드 섬에서 10일간의 결투를 펼치고 거기에 승리한 사카즈키가 새로운 원수 취임했다.
1. ↑  「해군」은 영어로 Navy이지만, 본작에서는 해병대를 나타내는 Marine으로 사용되어있다. 덧붙여 프랑스어나 독일어에서는 Marine이 해군을 의미한다. 애니메이션 110화 서두에서 스모커를 「해병대의 스모커」라고 소개하고 있다.
2. ↑  작중에서 해병이라 불리는 존재는, 반드시 단일국가 산하가 아닌, 세계정부의 해군이다. (그래서, 세계정부 가담하지 않는 국가는 관할외). 세계명국에도 각각의 군대나 치안 유지 조직이 존재하지만,「○○국의 해군」이라 불리는 조직은 등장하지 않는다.
3. ↑  소매를 통하지 않고 스냅을 잠그지도 않았지만 아무리 격렬하게 움직여도 코트가 흘러내리지 않는다. 그 이유는 작가가 말하길, 저것은 정의를 등에 새기는 코트다. 왜 떨어지지 않느냐 하면, 그들에게 '정의'는, 불락의 것이니까요!! 그 마음가짐이 있는 한 코트는 떨어지지 않아요!!!」[3]
4. ↑  밧줄에 붙어있는 타르로 더러운 손을 상관에게 보여주는 것은 실례가 되기 때문에[4]

1. 1 2  第8巻SBS
2. 1 2 3  第24巻SBS
3. ↑  第61巻SBS
4. ↑  第47巻SBS
5. ↑  『VIVRE CARD〜ONE PIECE図鑑〜』BOOSTER PACK 〝闇の正義〟の執行人! CP9!!
6. ↑  第29巻SBS